# Ryssgräs
Ryssgräs (Arctagrostis latifolia) är en gräsart som först beskrevs av Robert Brown, och fick sitt nu gällande namn av August Heinrich Rudolf Grisebach. Enligt Catalogue of Life ingår Ryssgräs i släktet ryssgrässläktet och familjen gräs, men enligt Dyntaxa är tillhörigheten istället släktet ryssgrässläktet och familjen gräs. Enligt den finländska rödlistan är arten nära hotad i Finland. Arten har ej påträffats i Sverige. Artens livsmiljö är öppna mellankärr. Inga underarter finns listade i Catalogue of Life.